# Daubentonia robusta
Daubentonia robusta (ай-ай гігантський) — вимерлий родич ай-ай, єдиного іншого виду в роду Daubentonia. Він мешкав на Мадагаскарі, імовірно зник менше 1000 років тому, повністю невідомий у житті та відомий лише за субкопалинами.
Станом на 2004 г. гігантські останки ай-ай складалися з 4 різців, великогомілкової кістки та посткраніального матеріалу. Субкопалини цього виду були знайдені в південній і південно-східній частині Мадагаскару, за межами сучасеого ареалу ай-ай. Вважається, що гігантські ай-ай морфологічно дуже схожі на ай-ай, але в 2–2.5 рази більші, виходячи з розмірів щелепи та різців.